# Amata jankowskyi
Amata jankowskyi är en fjärilsart som beskrevs av Rothschild 1910. Amata jankowskyi ingår i släktet Amata och familjen björnspinnare. Inga underarter finns listade i Catalogue of Life.